# 直接行動日

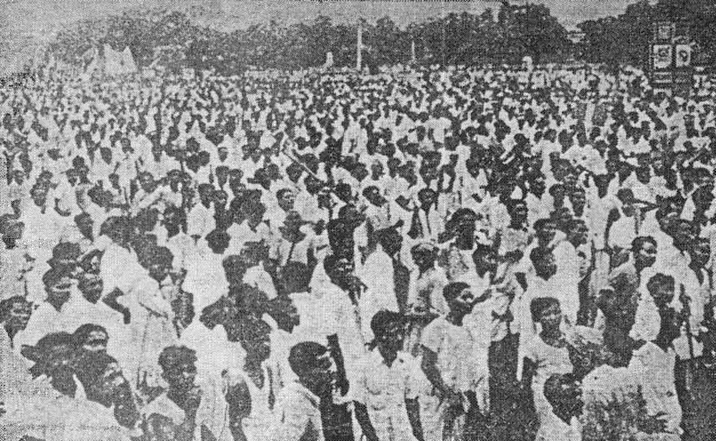
穆斯林聯盟集會中的群眾

直接行動日（英語：Direct Action Day）又稱1946年加爾各答大屠殺，為穆罕默德·阿里·真納帶領下的全印穆斯林聯盟發起之騷亂，造成加爾各答印度教徒與穆斯林大規模的流血衝突，嚴重動亂共持續約一週，有「長刀之週」之稱（The Week of the Long Knives）。
印度國民大會黨與全印穆斯林聯盟為當時印度制憲會議的兩大黨，穆斯林聯盟自1940年拉合爾決議以來即要求在英屬印度以穆斯林為主的地區建立一獨立國家，1946年英國內閣使團訪問英屬印度，試圖維繫印度國家的完整，但其方案未能得到國大黨與穆斯林聯盟接受，談判破局後，8月16日穆斯林聯盟發起總罷工，稱其為「直接行動日」，堅持將英屬印度西北部與東部的穆斯林地區獨立為一國家，穆斯林聯盟的領導人真納表示他要「分割印度，否則便要將印度摧毀」。
在雙方對立劍拔弩張之際，「直接行動日」造成加爾各答大規模的動亂，3天內即有超過4000人喪生，超過十萬人無家可歸，隨後鄰近的諾阿卡利、比哈爾、北方邦、旁遮普與開伯爾-普什圖均爆發宗教衝突，最終導致隔年的印巴分治。